# Pelle Pihl
Per Knut Arne « Pelle » Pihl (né le 13 janvier 1910 à Uddevalla et mort le 11 mars 1989 à Karlstad) est un athlète suédois spécialiste du 800 mètres. Il est champion de Suède de la discipline en 1932, et médaillé d'argent en 1934. Il était licencié à l'IF Göta.

## Biographie

### Palmarès
| Date | Compétition           | Lieu  | Résultat | Épreuve   | Performance  |
| ---- | --------------------- | ----- | -------- | --------- | ------------ |
| 1934 | Championnats d'Europe | Turin | 3e       | 4 x 400 m | 3 min 16 s 6 |